# 弗羅伊迭達 (德克薩斯州)
弗羅伊迭達（英語：Floydada）是一個位於美國德克薩斯州弗洛伊德縣的城市。根據2010年美國人口普查，該地共人口3038人，而該地的面積約為5.27平方千米。同時該地也是弗洛伊德縣的縣治。

## 地理
弗羅伊迭達的座標為33°59′04″N 101°20′16″W / 33.98444°N 101.33778°W，而該地的平均海拔高度為970米（即3182英尺）。